# AqME
AqME (previamente conocidos como Neurosyndrom) es una banda francesa de rock originaria de París compuesta por cuatro miembros. Fue parte del movimiento nu metal francés, llamado "Team Nowhere".

## Formación

### Miembros actuales
- Etienne (Etienne Sarthou) - Batería
- Charlotte (Charlotte Poiget) - Bajo y vocalista
- Julien (Julien Hekking) - Guitarra
- Vincent (Vincent Peignart-Mancini) - Vocalista

### Miembros pasados
- Thomas (Thomas Thirrion) - Vocalista [1999-2012]
- Ben (Benjamin Rubin) - Guitarra [1999-2008]
- Sofi (Sophie Chaussade) - Bajo [1999-2000]

## Discografía

### University Of Nowhere
Demo lanzada en 1999.
Canciones:
1. "Encore Une Fois"
2. "T.N."
3. "À Jamais"
4. "Words"
5. "Beauté Vénéneuse"
6. "Sainte"
7. "Bulmas"
8. "Mis À Quia"

### Sombres Efforts
Septiembre de 2002.
Canciones:
1. "Superstar"
2. ""Si" N'Existe Pas"
3. "Le Rouge Et Le Noir"
4. "Tout À Un Détail Près"
5. "Instable"
6. "Une Autre Ligne"
7. "Je Suis"
8. "Fin"
9. "Sainte"
10. "In Memoriam"
11. "Délicate Et Sainte"

### Polaroïds et Pornographie
Abril de 2004.
Canciones:
1. "Pornographie"
2. "À Chaque Seconde"
3. "3'38"
4. "Tes Mots Me Manquent"
5. "La Théorie Du Poisson Rouge"
6. "Sur Le Fil"
7. "Vampire"
8. "Comprendre"
9. "Être Et Ne Pas Être"
10. "Ce Que Tu Es"
11. "La Vie Est Belle"
12. "La Réponse"

### La Fin Des Temps
Octubre de 2005.
Canciones:
1. "Ténèbres"
2. "Des Illusions"
3. "La Fin Des Temps"
4. "Une Vie Pour Rien"
5. "Ainsi Soit-Il"
6. "Une Dernière Fois"
7. "Pas Assez Loin"
8. "Rien Au Monde"
9. "Le Poids Des Mots"
10. "La Belle Inconnue"

### Hérésie
Febrero de 2008. 
Canciones:
1. "Hérésie"
2. "Uniformes"
3. "Lourd Sacrifice "
4. "Un Goût Amer"
5. "Karma & Nicotine"
6. "Les Enfers"
7. "En Saga om Livet
8. "Romance Mathématique"
9. "Casser/Détruire"
10. "312"
11. "A.M : un Jour de Pluie"
12. "Triskaïdékaphobie"

### En l'Honneur de Jupiter
Octubre de 2009.
Canciones:
1. "Tout le monde est malheureux"
2. "Guillotine"
3. "Les matamores"
4. "Noël Noir"
5. "Macabre moderne"
6. "Le culte du rien"
7. "Blasphème"
8. "Stadium complex"
9. "Question de violence"
10. "Vivre à nouveau"
11. "Le chaos"
12. "Uppe på berget"